# Nördliche Soswa
Die Nördliche Soswa (russisch Северная Сосьва/Sewernaja Soswa) ist ein 754 km langer linker Nebenfluss des Ob in Westsibirien (Russland).
Sie ist nicht zu verwechseln mit der Soswa, die unweit der Quellen der Nördlichen Soswa ihren Ursprung hat, dann aber in südwestlicher Richtung fließt und den linken Quellfluss der Tawda darstellt.

## Verlauf
Die Nördliche Soswa entsteht in etwa 130 m Höhe am östlichen Fuß des Nördlichen Urals aus den Quellflüssen Große Soswa (Bolschaja Soswa) von links und Kleine Soswa (Malaja Soswa; nicht zu verwechseln mit dem gleichnamigen, in den unteren Mittellauf mündenden bedeutenden Nebenfluss) von rechts. Die beiden, jeweils mehrere Dutzend Kilometer langen Quellflüsse entspringen ihrerseits in etwa 600 m Höhe am Hauptkamm des Ural, der sich in diesem Abschnitt nur knapp über 1000 Meter erhebt. An der westlichen, europäischen Seite des Ural-Hauptkammes entspringt hier nur wenig weiter nördlich die Petschora, der größte Strom des nordeuropäischen Teils Russlands.
Das zunächst enge Flusstal weitet sich bald auf bis zu 40 Kilometer Breite. Der Fluss durchfließt dann in weiten Bögen mit vorherrschend östlichen bis nördlichen Richtungen den Westteil des Westsibirischen Tieflandes. Auf den letzten knapp 100 Kilometern fließt die Nördliche Soswa parallel zum Ob und bildet zusammen mit dessen Armen eine Flussaue von etwa 50 Kilometer Breite, die während des Frühjahrshochwassers zu weiten Teilen überschwemmt sein kann. Auf diesem Abschnitt sind die beiden großen Arme des Ob, Bolschaja Ob („Großer Ob“) und Malaja Ob („Kleiner Ob“), die Nördliche Soswa und ihr linker Nebenfluss Wogulka bereits durch eine Reihe von Armen verbunden (Laporskaja, Pyrsim, Waissowa), bevor die Nördliche Soswa schließlich in den linken Flussarm des Ob, Malaja Ob, mündet.
Die Nördliche Soswa ist abschnittsweise über einen Kilometer breit, im Mündungsnähe über 500 m und dabei über 10 m tief; die Fließgeschwindigkeit beträgt 0,8 m/s. Ihre bedeutendsten Nebenflüsse sind Tapsui, Wissim, Jalbynja und Kleine Soswa (Malaja Soswa) von rechts, sowie Lopsija, Njais, Wolja, Ljapin und Wogulka von links.
Auf ihrer gesamten Länge durchfließt die Nördliche Soswa das Territorium des Autonomen Kreises der Chanten und Mansen/Jugra.

## Hydrographie
Das Einzugsgebiet umfasst 98.300 km². In Mündungsnähe beträgt die mittlere Abflussmenge (MQ) 860 m³/s; bei Igrim, 147 Kilometer oberhalb, noch 786 m³/s bei einem Minimum von 77,5 m³/s im März und einem Maximum von 2653 m³/s im Juni.
Der Nördliche Soswa gefriert zwischen Ende Oktober/Anfang November und Ende April/Mai, worauf ein bis September andauerndes Hochwasser folgt.

## Wirtschaft und Infrastruktur
Der Nördliche Soswa ist auf 660 km ab dem Dorf Njaksimwol schiffbar, ebenso ihre Nebenflüsse Ljapin auf 163 km und Kleine Soswa auf 120 km.
Insgesamt ist das von der Nördlichen Soswa durchflossene Gebiet nur dünn besiedelt, doch gibt es entlang ihres gesamten Laufes eine Reihe kleinerer Dörfer. Nachdem ab den 1960er Jahren am Mittel- und Unterlauf des Flusses Erdgaslagerstätten entdeckt worden waren, wuchsen die dort liegenden Orte Igrim und Berjosowo zu größeren Siedlungen. Längere befestigte Straßen oder Eisenbahnstrecken gibt es in dem Gebiet nicht; der Verkehr wird im Sommer von der Binnenschifffahrt und im Winter über Eisstraßen bewältigt.
Das am linken Ufer des Flussunterlaufes bei der Einmündung der Wogulka gelegene Berjosowo spielte als Stadt Berjosow bereits seit seiner Gründung 1593 zunächst bei der russischen Kolonisation Westsibiriens, dann bis ins 19. Jahrhundert als Verbannungsort eine bedeutende geschichtliche Rolle, verlor sein Stadtrecht allerdings 1926.